# Круммессе
Круммессе (нем. Krummesse) — община в Германии, ганзейский город, расположен в земле Шлезвиг-Гольштейн. 
Входит в состав района Герцогство Лауэнбург. Подчиняется управлению Беркентин.  Население составляет 1465 человек (на 31 декабря 2010 года). Занимает площадь 3,42 км².

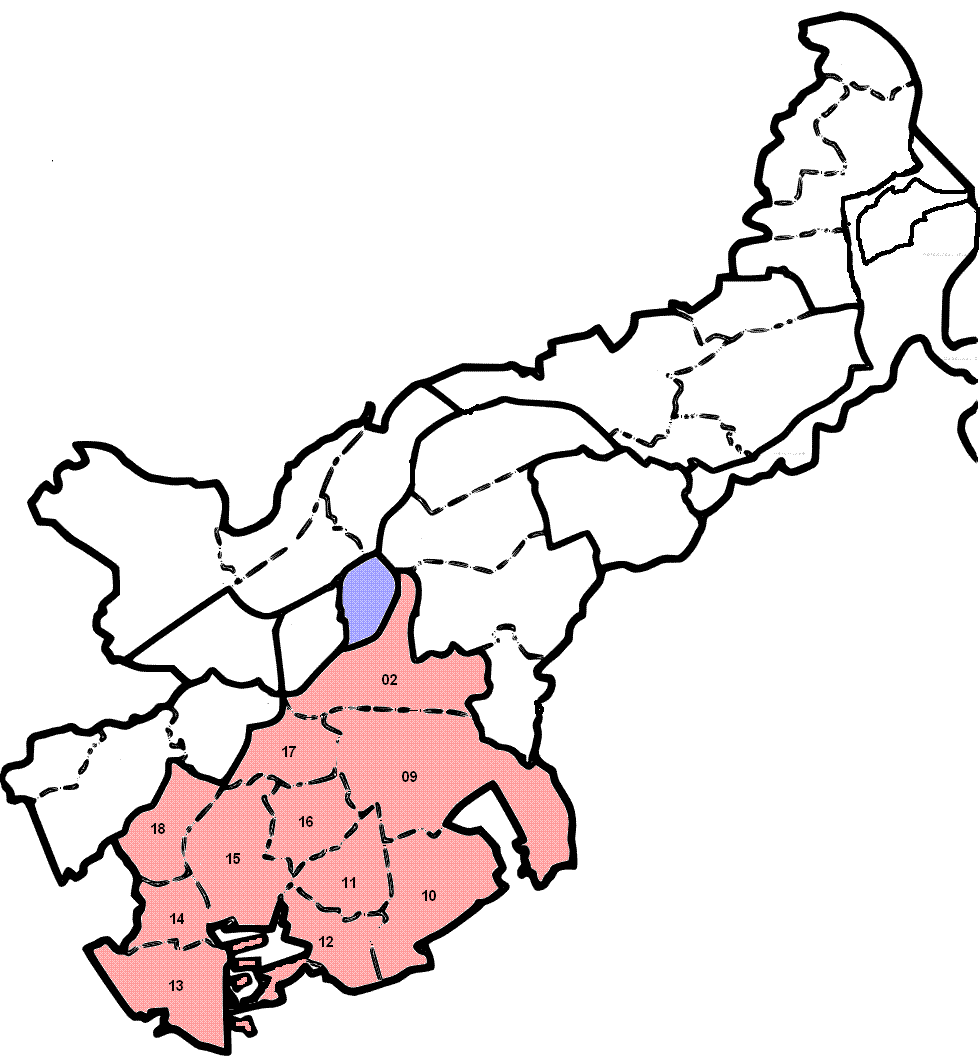
Круммессе